# Schizaeales
Schizaeales е разред папратовидни растения. Повечето видове са тревисти, а представителите на семейство Lygodiaceae са пълзящи – листата им имат неограничен растеж и образуват лиани.

## Семейства
- Schizaeaceae
- Anemiaceae
- Lygodiaceae